# Morteau

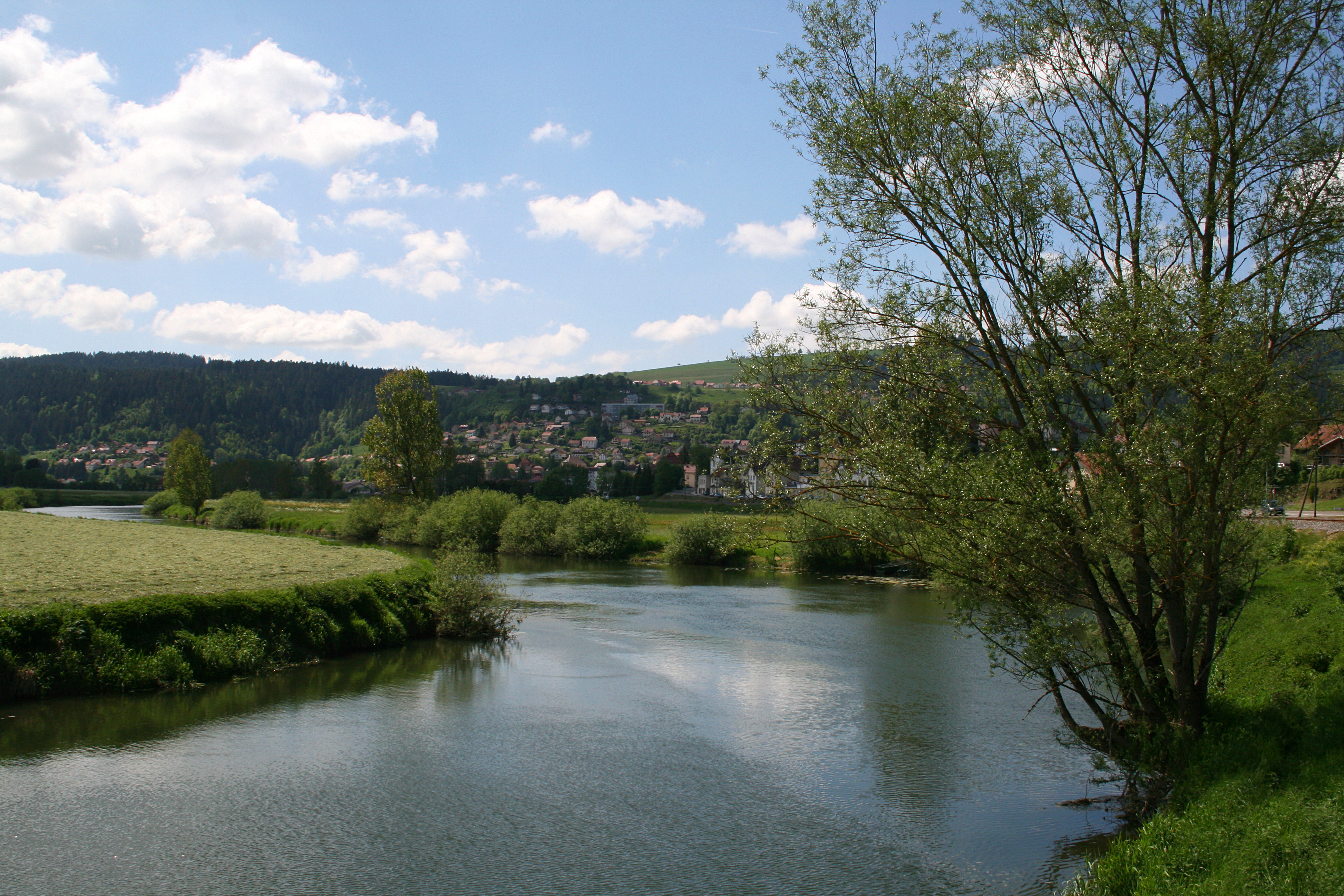

Morteau là một xã trong vùng hành chính Franche-Comté, thuộc tỉnh Doubs, quận Pontarlier (quận), tổng Morteau. Tọa độ địa lý của xã là 47° 03' vĩ độ bắc, 06° 36' kinh độ đông. Morteau nằm trên độ cao trung bình là 800 mét trên mực nước biển, có điểm thấp nhất là 750 mét và điểm cao nhất là 1114 mét. Xã có diện tích 14.11 km², dân số vào thời điểm 1999 là 6375 người; mật độ dân số là 451 người/km².

## Thông tin nhân khẩu
| 1962  | 1968  | 1975  | 1982  | 1990  | 1999  | 2004  |
| ----- | ----- | ----- | ----- | ----- | ----- | ----- |
| 5.395 | 6.158 | 6.690 | 6.445 | 6.458 | 6.375 | 6.339 |